# Emocoltura

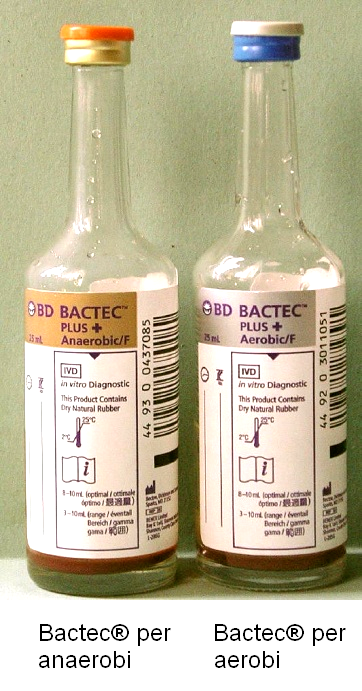
Due flaconi di Bactec

Per emocoltura si intende la coltura di un campione di sangue ottenuto in condizioni di sterilità.
È un'importantissima tecnica per la diagnosi microbiologica di batteriemia o sepsi.

## Quando richiedere un'emocoltura
Esistono diverse situazioni fisiopatologiche nelle quali è possibile sospettare la setticemia e richiedere un'emocoltura per anticipare gli interventi terapeutici.
Reperti suggestivi all'esame obiettivo
Febbre o ipotermia, tachipnea, tachicardia ed ipotensione in un soggetto con anamnesi positiva per infezione o per un intervento chirurgico recente, sono elementi sufficienti per richiedere l'esame colturale dei campioni ematici.
Dati di laboratorio
Un'importante leucocitosi (o talvolta leucopenia) accompagnata da trombocitopenia in un soggetto con quadro obiettivo compatibile, deve essere sempre considerata come sospetta sepsi. Con il progredire del quadro settico, possono comparire marcata iperbilirubinemia e iperazotemia, grave trombocitopenia con allungamento del tempo di trombina, iperlipidemia e ipoalbuminemia. I granulociti neutrofili possono presentare granulazioni tossiche e vacuoli citoplasmatici. Nel soggetti diabetici, la setticemia può esordire con una brusca iperglicemia e esitare verso il coma chetoacidosico.
Alterazioni dell'omeostasi del calcio
La setticemia grave è una delle poche condizioni in grado di dare ipocalcemia vera, condizione caratterizzata da riduzione del calcio ematico libero (non legato alle proteine del sangue come l'albumina).
Emolisi
Una setticemia da Clostridium provoca spesso un grave quadro emolitico dimostrabile dalla notevole presenza di emoglobina nelle urina ed anemia. Le infezioni da Plasmodium sostengono un quadro simile; in questo caso l'analisi dello striscio sottile e della goccia spessa risultano essere presidi importantissimi per la diagnosi di malaria.
Alterazioni dell'equilibrio acido base
Prima che compaiano febbre, ipossiemia ed ipotensione, il riscontro di una alcalosi respiratoria in un soggetto ospedalizzato sottoposto ad intervento chirurgico o procedure invasive, è spesso segno precoce di batteriemia sostenuta da batteri Gram negativi. Successivamente, per affaticamento dei muscoli respiratori e per l'accumulo di acido lattico, si manifesta un'acidosi metabolica con gap anionico elevato.
Reperti strumentali
In un quadro obiettivo compatibile, una radiografia del torace che dimostri la presenza di un processo infiammatorio polmonare è un importante elemento che depone verso la diagnosi di sepsi secondaria ad infezione respiratoria. Quadri elettrocardiografici caratterizzati da tachicardia sinusale e alterazioni non specifiche del tratto ST o dell'onda T sono reperti spesso presenti in caso di setticemia.

## Prelievo
Il prelievo di sangue deve avvenire prima del picco febbrile. Tuttavia data la difficile prevedibilità del picco febbrile, il prelievo può avvenire in corrispondenza delle prime fasi febbrili.
È fondamentale l'accuratezza del prelievo, che deve avvenire in condizioni di assoluta sterilità (utilizzo di guanti e dispositivi sterili) e dopo disinfezione della cute con alcool isopropilico al 70%, iodopovidone o clorexidina al 2%. Il prelievo deve avvenire dopo l'asciugatura del disinfettante. Negli adulti occorre prelevare circa 10 ml; nei bambini sono sufficienti circa 2-5 ml.
È preferibile effettuare più prelievi (3 in 24 ore o almeno 2 a distanza di alcune ore) da diverse sedi corporee. Tuttavia, in situazioni di estrema gravità, sono considerati validi anche 3 prelievi in un'ora.
Il sangue deve essere raccolto in particolari contenitori detti "flaconi Bactec" (nei flaconi il sangue viene diluito, per diminuire l'attività battericida del siero o di eventuali antibiotici); all'interno dei flaconi è presente:
- Terreno di coltura liquido arricchito (per aerobi, anaerobi, miceti o per uso pediatrico)
- Composto che lisa leucociti (potrebbero falsare la rilevazione dei batteri)
- Anticoagulante (SPS, sodio polianetolsulfonato)
- Resina (ARD = Antibiotic Removal Device, lega e neutralizza antibiotici eventualmente presenti)

Solitamente si utilizzano due flaconi per prelievo; uno per la ricerca degli anaerobi e uno per la ricerca degli aerobi.
I flaconi Bactec devono essere trasportati il prima possibile al laboratorio di microbiologia. Il materiale non deve essere refrigerato e deve essere protetto da un contenitore rigido ed in sicurezza per evitare rotture, perdite accidentali o stillicidio.
Flaconi rotti, senza etichettature, conservati per più di 72 ore o prelevati con misure non adeguate vengono rifiutati dal laboratorio.

## Analisi
I flaconi Bactec contengono un substrato cromogeno (in grado di colorarsi e di emettere fluorescenza) che si attiva in presenza di anidride carbonica, principale catabolita del metabolismo batterico. 
I campioni raccolti dai diversi pazienti vengono incubati nel "termostato Bactec", particolare sistema chiuso in grado di controllare e agitare (è buona regola) continuamente i diversi flaconi Bactec. Se il sistema rileva luminescenza, avvisa gli operatori con un segnale acustico, segnalando anche il campione risultato positivo. Molti campioni, delle infezioni più comuni, possono positivizzarsi nel giro di diverse ore. Tuttavia alcuni batteri insoliti (vedi oltre) ed atipici hanno tempi molto più lunghi di crescita. Proprio per questo i campioni vengono mantenuti in incubazione per 7-14 giorni.
Se il campione è positivo, si può procedere prelevando del materiale per l'"osservazione diretta" e per la coltura. L'osservazione diretta viene fatta previa centrifugazione del campione (per concentrare i batteri) e colorazione di Gram; per la coltura, il materiale viene inoculato in Agar cioccolato, Agar sangue, Agar MacConkey, Agar Sabouraud e altri. La crescita selettiva in un terreno, accompagnato da un profilo di colorazione e biochimico è una tappa fondamentale per l'identificazione del batterio.
I batteri (casi per 100 soggetti batteriemici, 2003-2004) più comunemente isolati sono
| Batteri Gram positivi | Infezioni in comunità | Infezioni in ospedale |
| --------------------- | --------------------- | --------------------- |
| S. pneumoniae         | 14                    | 2.6                   |
| S. aureus             | 7.6                   | 17.5                  |
| Altri stafilocchi     | 4                     | 15.7                  |
| Vari Streptococchi    | 12.3                  | 4.2                   |
| Enterococchi          | 3                     | 7.7                   |
| S. bovis              | 1                     | 0.1                   |

| Batteri Gram negativi | Infezioni in comunità | Infezioni in ospedale |
| --------------------- | --------------------- | --------------------- |
| E. coli               | 26                    | 12                    |
| Salmonella spp.       | 3                     | 0                     |
| P. aeruginosa         | 7.6                   | 15.9                  |
| Haemophilus spp.      | 7.2                   | 0                     |
| N. meningitidis       | 2.4                   | 0                     |
| N. gonorrhoeae        | 0.2                   | 0                     |

Bacilli Gram negativi insoliti
Gruppo HACEK, Bartonella spp., Brucella spp., Borrelia spp., Legionella spp., Francisella spp., Bordetella holmesii.
Cocchi e bacilli Gram positivi insoliti
Abiotrophia spp., Granulicatella spp., Bacillus hackensackii, Mycobacterium spp. (è possibile anche l'isolamento di Mycoplasma)
L'identificazione del batterio è seguita dalla comunicazione al reparto per la terapia antibiotica precoce; inoltre il materiale è utilizzato per l'allestimento di un antibiogramma.

## Batteriemie dovute a catetere venoso centrale
Le batteriemie e le sepsi sono spesso associate alla presenza di catetere venoso centrale (CVC). La presenza di sepsi nella 1ª settimana dall'inserimento del catetere è dovuta alla contaminazione della superficie esterna (manovre non sterili). Successivamente si ritiene che la colonizzazione microbica avvenga all'interno del lume del catetere (utilizzo di infusioni contaminate, cattive misure igieniche e comportamentali). In caso di sintomi compatibili, in pazienti portatori di catetere, necessitano di una diagnosi rapida che permetta di stabilire la fonte dell'infezione. Per far ciò, si può prelevare il catetere incriminato per stabilire la presenza di una carica microbica responsabile della malattia. Si utilizzano 2 metodi
Metodo semi-quantitativo di Maki o del roll plate
Consiste nel ritirare il catetere sospetto e far rotolare gli ultimi 4-5 centimetri su una piastra di Petri e contare il numero di colonie sviluppatesi sulla placca dopo incubazione. Il limite diagnostico è fissato a 15 colonie; superato questo limite, si ammette che la sepsi è dovuta al catetere venoso centrale.
Metodo quantitativo di Cleri o del broth washing
Consiste nel mettere la punta del CVC in un volume noto di brodo sterile, agitare energicamente per 1 minuto e seminare su terreno solido un volume di 100 μl. Successivamente si procede con l'incubazione: il limite diagnostico è di 1.000 CFU (unità formanti colonia, corrispondenti direttamente al numeno di batteri) per catetere inviato.
Tuttavia, queste 2 metodiche, benché molto precise, consentono di individuare la fonte di infezione solo dopo aver rimosso il catetere, che può anche non risultare infetto. Da ciò la necessità di determinare la fonte infettiva senza rimuovere il CVC (la procedura di inserimento è invasiva e difficoltosa). Un metodo molto valido ed usato è il DTP, basato su concetto che vi è una relazione inversa fra il tempo di positivizzazione di Bactec e la carica microbica del campione prelevato. Nei pazienti con catetere venoso centrale, l'emocoltura viene prelevata contemporaneamente da una vena periferica e dal CVC: se il campione da sangue venoso periferico si positivizza in un tempo maggiore di 2 ore rispetto a quello prelevato dal CVC, si assume che la batteriemia sia relazionata ad infezione di quest'ultimo.

## Altri metodi
Benché il metodo Bactec sia insostituibile, data la precisione e la potenzialità, si è reso sempre più necessario l'allestimento di un sistema più rapido per la diagnosi di sepsi.
Diagnosi rapida di sepsi con real-time PCR
Il sistema SeptiFast è un metodo introdotto recentemente nella pratica di laboratorio di batteriologia clinica. È un nuovo test molecolare in PCR Real-time multiplex per la rapida rilevazione nel sangue di batteri e funghi. Identifica gli agenti eziologici (batteri Gram positivi e negativi e funghi) responsabili del 90% delle sepsi, ma non è in grado di identificare tutti i microrganismi.
Permette l'identificazione di specie in meno di sei ore (contro i 4-5 giorni per il metodo tradizionale). Il risultato è indipendente dalla capacità di crescita del microrganismo e dalla presenza di antibiotici nel campione di sangue (rileva il DNA, non serve una grande quantità di batteri). Ha un'alta sensibilità di rilevazione di funghi e infezioni multiple batterico/fungine. Tuttavia non sostituisce l'emocoltura, poiché non identifica tutti i batteri e non effettua l'antibiogramma. Nei soli campioni positivi per S. aureus è possibile determinare la presenza del gene mecA' per la resistenza alla meticillina (ceppi MRSA). Il campione richiesto è 1,5 ml di sangue, la durata dell'intero processo è minore di 6 ore. Il sistema impiega anche sonde marcate con quattro fluorofori differenti e melting analysis del DNA amplificato; è inoltre prevista l'eliminazione di amplificati contaminanti. Il software di identificazione dedicato si chiama SIS (SeptiFast Identification Software).
Procalcitonina
La procalcitonina (PCT) è una proteina di 116 aminoacidi derivata dalla proteolisi intracellulare del precursore (la pre-procalcitonina). La calcitonina fisiologicamente attiva viene prodotta per proteolisi della procalcitonina ad opera dell'enzima pro-ormone convertasi, a livello delle cellule C della tiroide. La procalcitonina, invece, si trova in circolo in questa forma integra in caso di infezioni batteriche gravi e sepsi e la sua origine è extratiroidea, soprattutto prodotta da cellule parenchimali e dagli organi connessi con il sistema immune. La PCT si modifica in alcune condizioni cliniche: stati infettivi di origine batterica, fungina e parassitaria, con manifestazioni sistemiche associate ma anche nei quadri di SIRS non necessariamente sostenuti da eventi infettivi, quali lo shock cardiogeno ed il trauma chirurgico. Nei soggetti sani la PCT è minore di 0.05 ng/ml; nel corso di infezione aumentano i livelli di PCT, per aumento della sintesi in sedi extra-tiroidee (soprattutto il fegato): aumenta dopo 3 ore dalla somministrazione di endotossina e ha un picco intorno alle 8-24 ore, con un'emivita di 24 ore. Rilevare alti livelli di procalcitonina in soggetti con sospetta sepsi è un elemento importante per la diagnosi certa; in questi casi occorre immediatamente iniziare la terapia antisettica e antibiotica.

## Galleria d'immagini

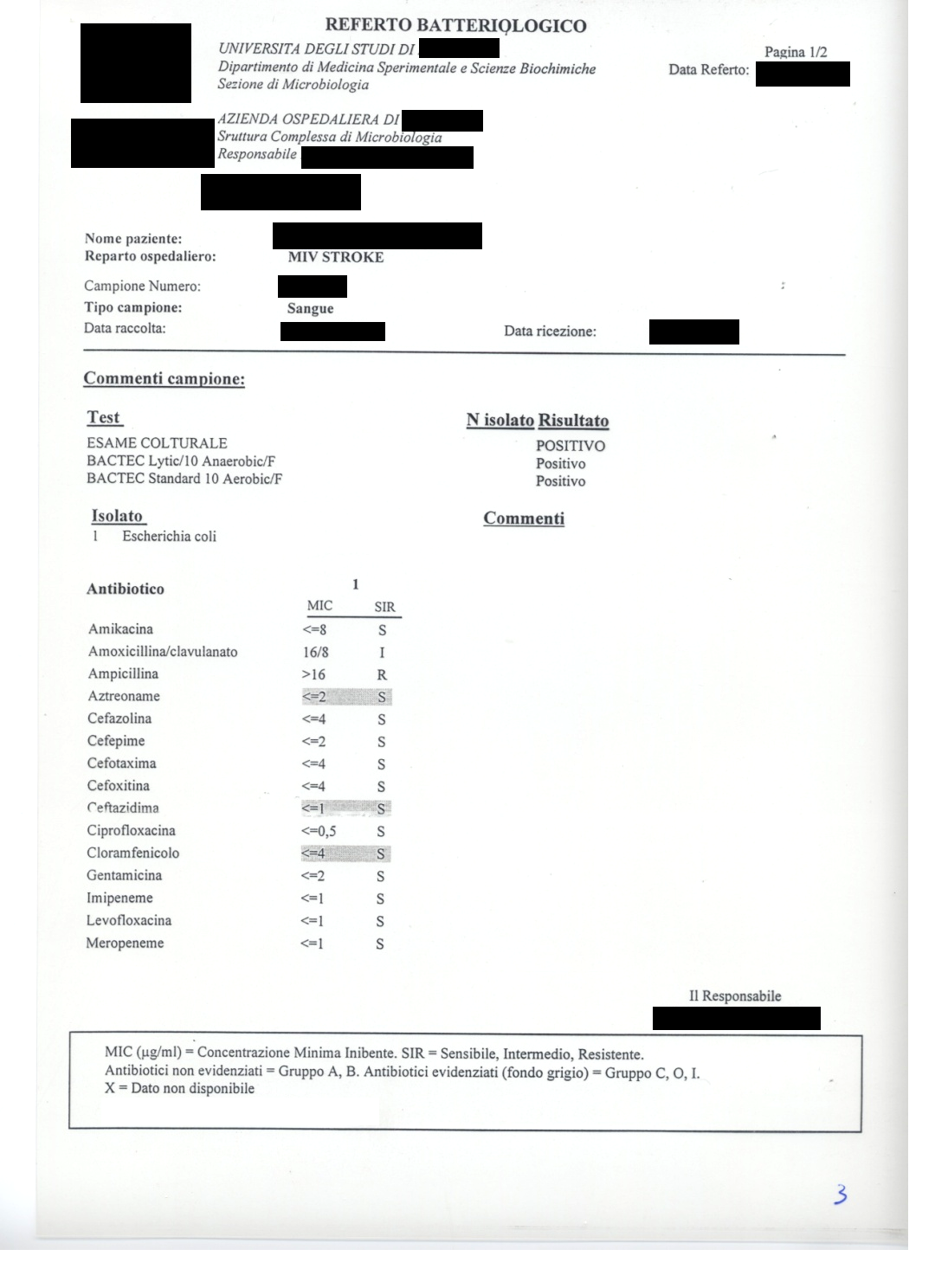
Referto di emocoltura in un'infezione delle vie urinarie sostenuta da Escherichia coli
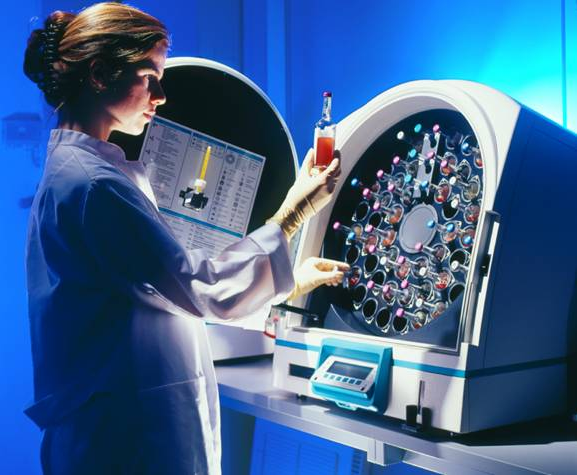
Termostato Bactec; si notino i diversi flaconi in incubazione